# Episkopalkirche
Episkopalkirche (von gr./lat. episcopalis, „bischöflich“) ist eine Konfessionsbezeichnung innerhalb der christlichen Ökumene. Sie kennzeichnet Kirchen, die nicht römisch-katholisch sind, jedoch im Gegensatz zu den evangelischen Kirchen lutherischer und reformierter Prägung das historische dreigliedrige Amt (Bischof, Priester, Diakon) in der Kontinuität der Apostolischen Sukzession bewahrt haben und dieses für ihr Selbstverständnis als wesentlich ansehen. Episkopalkirchen nehmen damit, auch in Liturgie und Lehre, eine Mittelstellung zwischen Katholizismus und Protestantismus ein.
Faktisch ist die Bezeichnung Unterscheidungsmerkmal der aus der Church of England hervorgegangenen Anglikanischen Kirchengemeinschaft, deren Gliedkirchen außerhalb Englands sich Episcopal Church of… nennen (siehe Liste der anglikanischen Kirchen).

## Weitere
Mitgliedskirchen der Utrechter Union der Altkatholischen Kirchen
- Alt-Katholische Kirche der Niederlande
- Alt-Katholische Kirche in Deutschland
- Altkatholische Kirche Österreichs
- Altkatholische Kirche in der Tschechischen Republik
- Polnisch-Katholische Kirche
- Christkatholische Kirche der Schweiz

ehemalige Mitglieder der Utrechter Union
- Altkatholische Kirche der Mariaviten
- Polish National Catholic Church in den USA und Kanada

Anglikanische Gemeinschaft
- Episkopalkirche der Vereinigten Staaten von Amerika
- Scottish Episcopal Church, Schottland
- Igreja Episcopal Anglicana do Brasil, Brasilien
- Episkopalkirche von Kuba
- Episkopalkirche von Jerusalem und dem Nahen Osten
- Episkopalkirche der Philippinen
- Reformierte Episkopalkirche Spaniens
- Province of the Episcopal Church of South Sudan
- Province of the Episcopal Church of Sudan

Unabhängige, mit den altkatholischen und anglikanischen Kirchen in Sakramentsgemeinschaft bzw. voller Kirchengemeinschaft stehende Kirchen
- Lusitanische Kirche von Portugal
- Mar-Thoma-Kirche in Indien
- Reformierte Episkopalkirche Spaniens
- Unabhängige Philippinische Kirche
- Katholisch-Apostolische Kirche Brasiliens

Weitere anglikanische Kirchen
- Episcopal Missionary Church, Vereinigte Staaten
- Traditional Protestant Episcopal Church, Vereinigte Staaten
- Southern Episcopal Church, Vereinigte Staaten
- United Episcopal Church of North America, Vereinigte Staaten

Unabhängige anglikanische Kirchen
- Free Protestant Episcopal Church, Vereinigte Staaten
- Reformierte Episkopalkirche, Vereinigte Staaten, Brasilien, Indien, Deutschland

Methodistische Kirchen
- African Methodist Episcopal Church, Vereinigte Staaten
- African Methodist Episcopal Zion Church, Vereinigte Staaten
- Christian Methodist Episcopal Church, Vereinigte Staaten
- Christian Methodist Episcopal Zion Church, Vereinigte Staaten

Anlehnende Bewegung (Konvergenzbewegung)
- Charismatische Episkopale Kirche
- Gemeinschaft Evangelikal-Episkopaler Kirchengemeinden

Sonstige
- Tschechoslowakische Hussitische Kirche